# Kapitalmarkttheorie
Unter Kapitalmarkttheorie versteht man in der Mikroökonomie mehrere Theorien, die sich mit dem Zusammenhang zwischen Risiko und Ertrag von Finanzprodukten auf dem Geld- und Kapitalmarkt befassen.

## Allgemeines
Die verschiedenen Kapitalmarkttheorien gehen davon aus, dass die separate Betrachtung der Renditen einzelner Finanzprodukte wenig aussagefähig ist. Vielmehr gehört das Unternehmen, das ein Wertpapier ausgegeben hat (Emittent), zu einem Gesamtmarkt. Auf diesem Gesamtmarkt existieren zwischen Renditen einzelner Emittenten Interdependenzen, die es zu analysieren gilt. Das liegt daran, dass die Rendite sowohl durch den Emittenten beeinflusst wird (unsystematisches Risiko) als auch durch die Entwicklung des Gesamtmarktes (systematisches Risiko). Die meisten Kapitalmarkttheorien gehen davon aus, dass sich der Kapitalmarkt im Gleichgewicht befindet. Empirisch lassen sich jedoch so genannte Kapitalmarktanomalien beobachten, die dieser Annahme widersprechen.

## Klassische Kapitalmarkttheorie
Die klassische Kapitalmarkttheorie ist aus der Portfoliotheorie entwickelt worden und analysiert, welche Wertpapierkurse oder Wertpapierrenditen sich im Marktgleichgewicht auf einem vollkommenen Kapitalmarkt einstellen. Die klassische Kapitalmarkttheorie beruht auf dem Prinzip, dass es eine lineare Beziehung zwischen Risiko und Rendite gibt, wonach höhere Renditen nur durch höheres Risiko erzielt werden können. Sie geht von der Existenz eines vollkommenen Kapitalmarktes aus. Danach handelt jeder Marktteilnehmer vollkommen rational, besitzt vollkommene Informationen und strebt Nutzenmaximierung an. Es bestehen keine räumlichen, zeitlichen oder persönlichen Präferenzen. Alle Handelsobjekte sind homogen und von gleicher Qualität, es gibt keine Transaktionskosten, Steuern oder Marktschranken. Marktteilnehmer ist der Homo oeconomicus als rational-objektiver Anleger.
Die klassische Kapitalmarkttheorie geht davon aus, dass allen Marktteilnehmern jederzeit alle Informationen zur Bewertung eines Finanzprodukts zur Verfügung stehen. Durch diese ergibt sich ein fundamentaler oder gleichgewichtiger, fairer Preis für ein Finanzprodukt. Preisschwankungen sind nicht prognostizierbare, zufällige Abweichungen von diesem Wert. Diese klassische Kapitalmarkttheorie entwickelte Harry Markowitz im Jahre 1952 als Portfolio Selection. James Tobin wandte 1958 das Markowitz-Modell bei der Entwicklung seiner Geldnachfragetheorie an. Dabei erweiterte er die klassische Theorie um die Möglichkeit einer risikofreien Kapitalanlage. Ein negatives Gewicht für diese Anlageform würde, analog zu Leerverkäufen bei Aktien, einer Kreditaufnahme entsprechen. Eine Weiterentwicklung dieser Modelle erfolgte später in verschiedenen Stufen. William F. Sharpe definierte 1964 das Risiko einer Kapitalanlage ausschließlich als deren statistische Volatilität, also das Ausmaß der Schwankungen der Börsenkurse. John Lintner befasste sich 1965 mit der Bewertung risikobehafteter Finanzprodukte, Jack Treynor trug mit dem nach ihm benannten Treynor-Quotienten zum weiteren Verständnis des Capital Asset Pricing Model (CAPM) bei. Jan Mossin vervollständigte 1966 das nunmehr entstandene CAPM.
Eugene Fama entwickelte 1970 den Begriff der Markteffizienz. Demnach ist ein Markt effizient, wenn seine Marktpreise alle verfügbaren Informationen reflektieren. Robert C. Merton erweiterte 1973 die CAPM durch die Mitarbeit am Black-Scholes-Modell zur Bewertung von Finanzoptionen. Die von Stephen Ross 1976 entwickelte Arbitragepreistheorie fordert im Gegensatz zum CAPM kein Marktgleichgewicht mehr, sondern lediglich einen arbitragefreien Wertpapiermarkt. Das CAPM ist das wichtigste Preisbildungsmodell.

## Neoklassische Kapitalmarkttheorie
Die neoklassische Kapitalmarkttheorie gilt in der Wissenschaft als bedeutendster Ansatz zur Bestimmung von Wertpapierkursen an den Finanzmärkten und baut auf der 1944 durch John von Neumann und Oskar Morgenstern entwickelten Erwartungsnutzentheorie auf, bei der rational handelnde Akteure den Erwartungswert ihrer Risikonutzenfunktion maximieren. Sie bildet die Grundlage rationalen Handelns bei Entscheidungen unter Risiko. Sie postuliert, dass, wenn die Präferenz eines entscheidenden Akteurs bezüglich riskanter Handlungsalternativen die Axiome der Vollständigkeit, Stetigkeit und Unabhängigkeit erfüllt, eine Nutzenfunktion existiert, deren Erwartungsnutzen die Präferenz abbildet.

## Weitere Kapitalmarkttheorien
Die Optionspreistheorie ist als eine spezielle Theorie der Spekulation zu verstehen, deren erstes brauchbares Modell bereits im Jahre 1900 Louis Bachelier vorstellte. Die Betriebswirtschaftslehre lieferte das Instrumentarium für eine dritte Analysestufe, die Theorie der Mikrostruktur von Finanzmärkten (Mikrostrukturtheorie), die speziell zur Untersuchung von intraorganisatorischen Prozessen einer Handelsplattform Anwendung findet. Die Mikrostrukturtheorie zählt zu den neueren Entwicklungen der Kapitalmarkttheorie und untersucht vor allem Elemente des Handelsprozesses, Verhaltensweisen der Akteure (Händler), deren Vorgehensweisen bei der Informationsgewinnung, die Informationsverarbeitung, die Preisbildung und den Einfluss der Handelsorganisation auf die Akteure.

## Kapitalmarktunvollkommenheit
Sowohl die Klassiker als auch die neoklassische Kapitalmarkttheorie gehen zunächst vom idealtypischen Zustand vollkommener Kapitalmärkte aus. In der Realität liegt jedoch aufgrund von Transaktionskosten, Informationsasymmetrien, begrenzt rationalem Verhalten, Liquidationskosten und nicht risikodiversifizierten Portfolios eine Kapitalmarktunvollkommenheit vor.